# Список астероїдів (17601—17700)
| Назва                             | Тимчасове позначення | Дата відкриття    | Місце відкриття           | Відкривач                         |
| --------------------------------- | -------------------- | ----------------- | ------------------------- | --------------------------------- |
| 17601 Sheldonschafer              | 1995 SS              | 19 вересня 1995   | Огляд Каталіна            | Тімоті Спар                       |
| 17602 Др. Джі (Dr. G.)            | 1995 SO1             | 19 вересня 1995   | Огляд Каталіна            | Тімоті Спар                       |
| 17603 Qoyllurwasi                 | 1995 SG5             | 20 вересня 1995   | Обсерваторія Кітамі       | Кін Ендате, Кадзуро Ватанабе      |
| (17604) 1995 SO26                 | 1995 SO26            | 19 вересня 1995   | Обсерваторія Кітт-Пік     | Spacewatch                        |
| (17605) 1995 SR26                 | 1995 SR26            | 19 вересня 1995   | Обсерваторія Кітт-Пік     | Spacewatch                        |
| 17606 Wumengchao                  | 1995 ST53            | 28 вересня 1995   | Станція Сінлун            | SCAP                              |
| 17607 Таборско (Taborsko)         | 1995 TC              | 2 жовтня 1995     | Обсерваторія Клеть        | Мілош Тіхі, Зденек Моравец        |
| 17608 Terezin                     | 1995 TN              | 12 жовтня 1995    | Обсерваторія Клеть        | Мілош Тіхі                        |
| (17609) 1995 UR                   | 1995 UR              | 18 жовтня 1995    | Огляд Каталіна            | Тімоті Спар                       |
| (17610) 1995 UJ1                  | 1995 UJ1             | 23 жовтня 1995    | Обсерваторія Садбері      | Денніс ді Сікко                   |
| 17611 Йожкакубик (Jozkakubik)     | 1995 UP2             | 24 жовтня 1995    | Обсерваторія Клеть        | Обсерваторія Клеть                |
| 17612 Вайтнайт (Whiteknight)      | 1995 UW6             | 20 жовтня 1995    | Обсерваторія Тітібу       | Наото Сато, Такеші Урата          |
| (17613) 1995 UP7                  | 1995 UP7             | 27 жовтня 1995    | Обсерваторія Кушіро       | Сейджі Уеда, Хіроші Канеда        |
| (17614) 1995 UT7                  | 1995 UT7             | 27 жовтня 1995    | Сормано                   | Пієро Сіколі, Паоло К'явенна      |
| (17615) 1995 UZ8                  | 1995 UZ8             | 30 жовтня 1995    | Обсерваторія Кітамі       | Кін Ендате, Кадзуро Ватанабе      |
| (17616) 1995 UE15                 | 1995 UE15            | 17 жовтня 1995    | Обсерваторія Кітт-Пік     | Spacewatch                        |
| (17617) 1995 UD45                 | 1995 UD45            | 28 жовтня 1995    | Обсерваторія Кітамі       | Кін Ендате, Кадзуро Ватанабе      |
| (17618) 1995 VO                   | 1995 VO              | 4 листопада 1995  | Обсерваторія Оїдзумі      | Такао Кобаяші                     |
| (17619) 1995 VT                   | 1995 VT              | 1 листопада 1995  | Обсерваторія Кійосато     | Сатору Отомо                      |
| (17620) 1995 WY                   | 1995 WY              | 18 листопада 1995 | Обсерваторія Оїдзумі      | Такао Кобаяші                     |
| (17621) 1995 WD1                  | 1995 WD1             | 16 листопада 1995 | Обсерваторія Кушіро       | Сейджі Уеда, Хіроші Канеда        |
| (17622) 1995 WW2                  | 1995 WW2             | 20 листопада 1995 | Обсерваторія Оїдзумі      | Такао Кобаяші                     |
| (17623) 1995 WO42                 | 1995 WO42            | 30 листопада 1995 | Станція Сінлун            | SCAP                              |
| (17624) 1996 AT                   | 1996 AT              | 10 січня 1996     | Обсерваторія Оїдзумі      | Такао Кобаяші                     |
| 17625 Йозефлада (Joseflada)       | 1996 AY1             | 14 січня 1996     | Обсерваторія Ондржейов    | Петр Правец, Ленка Коткова        |
| (17626) 1996 AG2                  | 1996 AG2             | 12 січня 1996     | Обсерваторія Кушіро       | Сейджі Уеда, Хіроші Канеда        |
| 17627 Хамптідампті (Humptydumpty) | 1996 BM3             | 27 січня 1996     | Обсерваторія Ніхондайра   | Такеші Урата                      |
| (17628) 1996 FB5                  | 1996 FB5             | 21 березня 1996   | Сокорро (Нью-Мексико)     | Сокорро (Нью-Мексико)             |
| 17629 Koichisuzuki                | 1996 HN1             | 21 квітня 1996    | Обсерваторія Наніо        | Томімару Окуні                    |
| (17630) 1996 HM21                 | 1996 HM21            | 18 квітня 1996    | Обсерваторія Ла-Сілья     | Ерік Вальтер Ельст                |
| (17631) 1996 HV21                 | 1996 HV21            | 21 квітня 1996    | Обсерваторія Галеакала    | NEAT                              |
| (17632) 1996 HW21                 | 1996 HW21            | 21 квітня 1996    | Обсерваторія Галеакала    | NEAT                              |
| (17633) 1996 JU                   | 1996 JU              | 11 травня 1996    | Огляд Каталіна            | Тімоті Спар                       |
| (17634) 1996 NM3                  | 1996 NM3             | 14 липня 1996     | Обсерваторія Ла-Сілья     | Ерік Вальтер Ельст                |
| (17635) 1996 OC1                  | 1996 OC1             | 20 липня 1996     | Станція Сінлун            | SCAP                              |
| (17636) 1996 PQ                   | 1996 PQ              | 9 серпня 1996     | Обсерваторія Галеакала    | NEAT                              |
| 17637 Блашке (Blaschke)           | 1996 PA1             | 11 серпня 1996    | Прескоттська обсерваторія | Пол Комба                         |
| 17638 Сьюалан (Sualan)            | 1996 PB1             | 11 серпня 1996    | Обсерваторія Ренд         | Джордж Віском                     |
| (17639) 1996 PA4                  | 1996 PA4             | 9 серпня 1996     | Обсерваторія Галеакала    | NEAT                              |
| 17640 Mount Stromlo               | 1996 PA7             | 15 серпня 1996    | Макквері                  | Роберт Макнот, Дж. Чайльд         |
| (17641) 1996 SW7                  | 1996 SW7             | 18 вересня 1996   | Станція Сінлун            | SCAP                              |
| (17642) 1996 TY4                  | 1996 TY4             | 6 жовтня 1996     | Обсерваторія Ренд         | Джордж Віском                     |
| (17643) 1996 TJ5                  | 1996 TJ5             | 9 жовтня 1996     | Обсерваторія Галеакала    | NEAT                              |
| (17644) 1996 TW8                  | 1996 TW8             | 10 жовтня 1996    | Огляд Каталіна            | Тімоті Спар                       |
| 17645 Inarimori                   | 1996 TR14            | 9 жовтня 1996     | Обсерваторія Наніо        | Томімару Окуні                    |
| (17646) 1996 TM36                 | 1996 TM36            | 12 жовтня 1996    | Обсерваторія Кітт-Пік     | Spacewatch                        |
| (17647) 1996 TR41                 | 1996 TR41            | 8 жовтня 1996     | Обсерваторія Ла-Сілья     | Ерік Вальтер Ельст                |
| (17648) 1996 UU                   | 1996 UU              | 16 жовтня 1996    | Обсерваторія Наті-Кацуура | Йошісада Шімідзу, Такеші Урата    |
| 17649 Brunorossi                  | 1996 UP1             | 17 жовтня 1996    | Коллеверде ді Ґвідонія    | Вінченцо Касуллі                  |
| (17650) 1996 UH5                  | 1996 UH5             | 29 жовтня 1996    | Станція Сінлун            | SCAP                              |
| 17651 Тадзімі (Tajimi)            | 1996 VM1             | 3 листопада 1996  | Тадзімі                   | Йосікане Мідзуно, Тошімата Фурута |
| 17652 Непоті (Nepoti)             | 1996 VQ1             | 3 листопада 1996  | П'яноро                   | Вітторіо Ґоретті                  |
| 17653 Бохнер (Bochner)            | 1996 VM2             | 10 листопада 1996 | Прескоттська обсерваторія | Пол Комба                         |
| (17654) 1996 VK3                  | 1996 VK3             | 6 листопада 1996  | Обсерваторія Оїдзумі      | Такао Кобаяші                     |
| (17655) 1996 VL3                  | 1996 VL3             | 6 листопада 1996  | Обсерваторія Оїдзумі      | Такао Кобаяші                     |
| 17656 Hayabusa                    | 1996 VL4             | 6 листопада 1996  | Обсерваторія Тітібу       | Наото Сато                        |
| 17657 Himawari                    | 1996 VO4             | 6 листопада 1996  | Обсерваторія Тітібу       | Наото Сато                        |
| (17658) 1996 VS4                  | 1996 VS4             | 13 листопада 1996 | Обсерваторія Оїдзумі      | Такао Кобаяші                     |
| (17659) 1996 VX5                  | 1996 VX5             | 15 листопада 1996 | Обсерваторія Оїдзумі      | Такао Кобаяші                     |
| (17660) 1996 VP6                  | 1996 VP6             | 7 листопада 1996  | Чорч Стреттон             | Стівен Лорі                       |
| (17661) 1996 VW7                  | 1996 VW7             | 3 листопада 1996  | Обсерваторія Кушіро       | Сейджі Уеда, Хіроші Канеда        |
| (17662) 1996 VG30                 | 1996 VG30            | 7 листопада 1996  | Обсерваторія Кушіро       | Сейджі Уеда, Хіроші Канеда        |
| (17663) 1996 VK30                 | 1996 VK30            | 7 листопада 1996  | Обсерваторія Кушіро       | Сейджі Уеда, Хіроші Канеда        |
| (17664) 1996 VP30                 | 1996 VP30            | 7 листопада 1996  | Обсерваторія Кушіро       | Сейджі Уеда, Хіроші Канеда        |
| (17665) 1996 WD                   | 1996 WD              | 16 листопада 1996 | Обсерваторія Оїдзумі      | Такао Кобаяші                     |
| (17666) 1996 XR                   | 1996 XR              | 1 грудня 1996     | Обсерваторія Тітібу       | Наото Сато                        |
| (17667) 1996 XT5                  | 1996 XT5             | 7 грудня 1996     | Обсерваторія Оїдзумі      | Такао Кобаяші                     |
| (17668) 1996 XW5                  | 1996 XW5             | 7 грудня 1996     | Обсерваторія Оїдзумі      | Такао Кобаяші                     |
| (17669) 1996 XF6                  | 1996 XF6             | 7 грудня 1996     | Обсерваторія Оїдзумі      | Такао Кобаяші                     |
| 17670 Ліддел (Liddell)            | 1996 XQ19            | 8 грудня 1996     | Обсерваторія Ніхондайра   | Такеші Урата                      |
| (17671) 1996 XS19                 | 1996 XS19            | 11 грудня 1996    | Обсерваторія Оїдзумі      | Такао Кобаяші                     |
| (17672) 1996 XS25                 | 1996 XS25            | 11 грудня 1996    | Обсерваторія Садзі        | Обсерваторія Садзі                |
| 17673 Хоукідайсен (Houkidaisen)   | 1996 XL32            | 15 грудня 1996    | Обсерваторія Садзі        | Обсерваторія Садзі                |
| (17674) 1996 YG                   | 1996 YG              | 20 грудня 1996    | Обсерваторія Оїдзумі      | Такао Кобаяші                     |
| (17675) 1996 YU                   | 1996 YU              | 20 грудня 1996    | Обсерваторія Оїдзумі      | Такао Кобаяші                     |
| (17676) 1997 AG1                  | 1997 AG1             | 2 січня 1997      | Обсерваторія Оїдзумі      | Такао Кобаяші                     |
| (17677) 1997 AW2                  | 1997 AW2             | 4 січня 1997      | Обсерваторія Оїдзумі      | Такао Кобаяші                     |
| (17678) 1997 AG3                  | 1997 AG3             | 3 січня 1997      | Обсерваторія Кітт-Пік     | Spacewatch                        |
| (17679) 1997 AK4                  | 1997 AK4             | 6 січня 1997      | Обсерваторія Оїдзумі      | Такао Кобаяші                     |
| (17680) 1997 AW5                  | 1997 AW5             | 1 січня 1997      | Станція Сінлун            | SCAP                              |
| 17681 Твідлідум (Tweedledum)      | 1997 AQ6             | 6 січня 1997      | Обсерваторія Ніхондайра   | Такеші Урата                      |
| (17682) 1997 AR12                 | 1997 AR12            | 10 січня 1997     | Обсерваторія Оїдзумі      | Такао Кобаяші                     |
| 17683 Канагава (Kanagawa)         | 1997 AR16            | 10 січня 1997     | Хадано                    | Ацуо Асамі                        |
| (17684) 1997 AS16                 | 1997 AS16            | 14 січня 1997     | Обсерваторія Оїдзумі      | Такао Кобаяші                     |
| (17685) 1997 AJ19                 | 1997 AJ19            | 13 січня 1997     | Обсерваторія Наніо        | Томімару Окуні                    |
| (17686) 1997 BC2                  | 1997 BC2             | 29 січня 1997     | Обсерваторія Оїдзумі      | Такао Кобаяші                     |
| (17687) 1997 BN2                  | 1997 BN2             | 30 січня 1997     | Обсерваторія Оїдзумі      | Такао Кобаяші                     |
| (17688) 1997 BM3                  | 1997 BM3             | 31 січня 1997     | Обсерваторія Оїдзумі      | Такао Кобаяші                     |
| (17689) 1997 CS                   | 1997 CS              | 1 лютого 1997     | Обсерваторія Оїдзумі      | Такао Кобаяші                     |
| (17690) 1997 CY2                  | 1997 CY2             | 3 лютого 1997     | Обсерваторія Оїдзумі      | Такао Кобаяші                     |
| (17691) 1997 CF17                 | 1997 CF17            | 1 лютого 1997     | Обсерваторія Кітт-Пік     | Spacewatch                        |
| (17692) 1997 CX27                 | 1997 CX27            | 6 лютого 1997     | Станція Сінлун            | SCAP                              |
| 17693 Вандахен (Wangdaheng)       | 1997 CP28            | 15 лютого 1997    | Станція Сінлун            | SCAP                              |
| 17694 Їранек (Jiranek)            | 1997 ET1             | 4 березня 1997    | Обсерваторія Клеть        | Мілош Тіхі, Зденек Моравец        |
| (17695) 1997 EE7                  | 1997 EE7             | 3 березня 1997    | Обсерваторія Кітт-Пік     | Spacewatch                        |
| 17696 Бомбеллі (Bombelli)         | 1997 EH8             | 8 березня 1997    | Прескоттська обсерваторія | Пол Комба                         |
| 17697 Evanchen                    | 1997 EQ41            | 10 березня 1997   | Сокорро (Нью-Мексико)     | LINEAR                            |
| 17698 Racheldavis                 | 1997 EW42            | 10 березня 1997   | Сокорро (Нью-Мексико)     | LINEAR                            |
| (17699) 1997 GX7                  | 1997 GX7             | 2 квітня 1997     | Сокорро (Нью-Мексико)     | LINEAR                            |
| (17700) Олексійголубов            | 1997 GM40            | 7 квітня 1997     | Обсерваторія Ла-Сілья     | Ерік Вальтер Ельст                |

| ← Астероїди 10001—20000 → |             |             |             |             |             |             |             |             |             |
| 10001—10100               | 11001—11100 | 12001—12100 | 13001—13100 | 14001—14100 | 15001—15100 | 16001—16100 | 17001—17100 | 18001—18100 | 19001—19100 |
| 10101—10200               | 11101—11200 | 12101—12200 | 13101—13200 | 14101—14200 | 15101—15200 | 16101—16200 | 17101—17200 | 18101—18200 | 19101—19200 |
| 10201—10300               | 11201—11300 | 12201—12300 | 13201—13300 | 14201—14300 | 15201—15300 | 16201—16300 | 17201—17300 | 18201—18300 | 19201—19300 |
| 10301—10400               | 11301—11400 | 12301—12400 | 13301—13400 | 14301—14400 | 15301—15400 | 16301—16400 | 17301—17400 | 18301—18400 | 19301—19400 |
| 10401—10500               | 11401—11500 | 12401—12500 | 13401—13500 | 14401—14500 | 15401—15500 | 16401—16500 | 17401—17500 | 18401—18500 | 19401—19500 |
| 10501—10600               | 11501—11600 | 12501—12600 | 13501—13600 | 14501—14600 | 15501—15600 | 16501—16600 | 17501—17600 | 18501—18600 | 19501—19600 |
| 10601—10700               | 11601—11700 | 12601—12700 | 13601—13700 | 14601—14700 | 15601—15700 | 16601—16700 | 17601—17700 | 18601—18700 | 19601—19700 |
| 10701—10800               | 11701—11800 | 12701—12800 | 13701—13800 | 14701—14800 | 15701—15800 | 16701—16800 | 17701—17800 | 18701—18800 | 19701—19800 |
| 10801—10900               | 11801—11900 | 12801—12900 | 13801—13900 | 14801—14900 | 15801—15900 | 16801—16900 | 17801—17900 | 18801—18900 | 19801—19900 |
| 10901—11000               | 11901—12000 | 12901—13000 | 13901—14000 | 14901—15000 | 15901—16000 | 16901—17000 | 17901—18000 | 18901—19000 | 19901—20000 |